# Holomamoea foveata
Holomamoea foveata là một loài nhện trong họ Amphinectidae. Chúng được mô tả bởi Raymond Robert Forster & C. L. Wilton năm 1973, và chỉ được tìm thấy ở New Zealand.